# Марьино-2 (Рязанская область)
Марьино-2 — деревня в Рязанском районе Рязанской области. Входит в состав Турлатовского сельского поселения.

## География
Находится в северо-западной части Рязанской области на расстоянии приблизительно 17 км на юго-восток по прямой от вокзала станции Рязань I.

## История
Деревня Марьина была отмечена уже на карте 1797 года. На карте 1850 года отмечена как поселение с 21 двором. В 1859 году здесь (тогда деревня Рязанского уезда Рязанской губернии) было учтено 18 дворов, в 1897 (уже Марьино-2)— 20.

## Население
Численность населения: 209 человек (1859 год), 172 (1897), 10 в 2002 году (русские 100 %), 30 в 2010.